# Polyrhachis gracilior
Polyrhachis gracilior är en myrart som beskrevs av Auguste-Henri Forel 1893. Polyrhachis gracilior ingår i släktet Polyrhachis och familjen myror. Inga underarter finns listade i Catalogue of Life.

## Bildgalleri

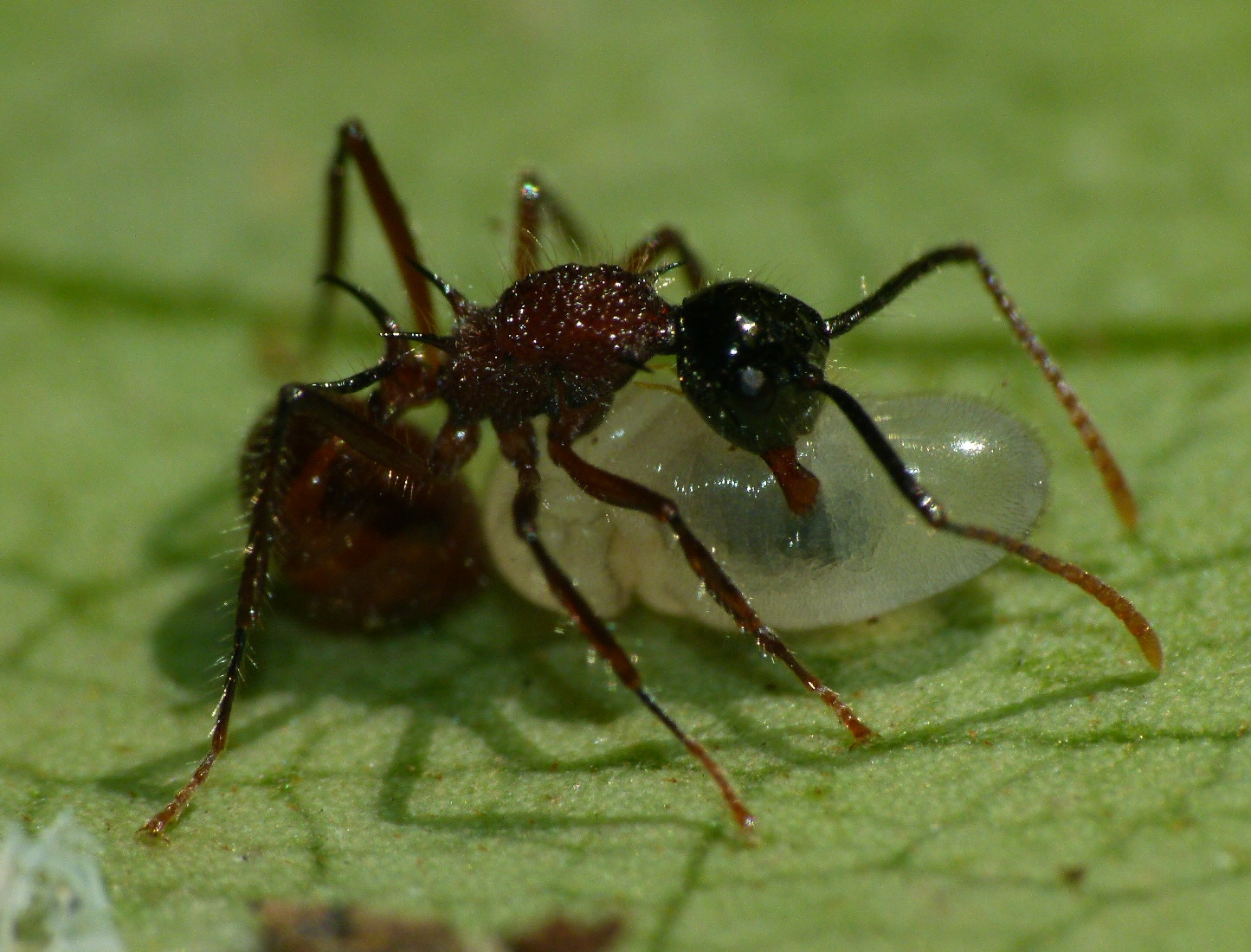
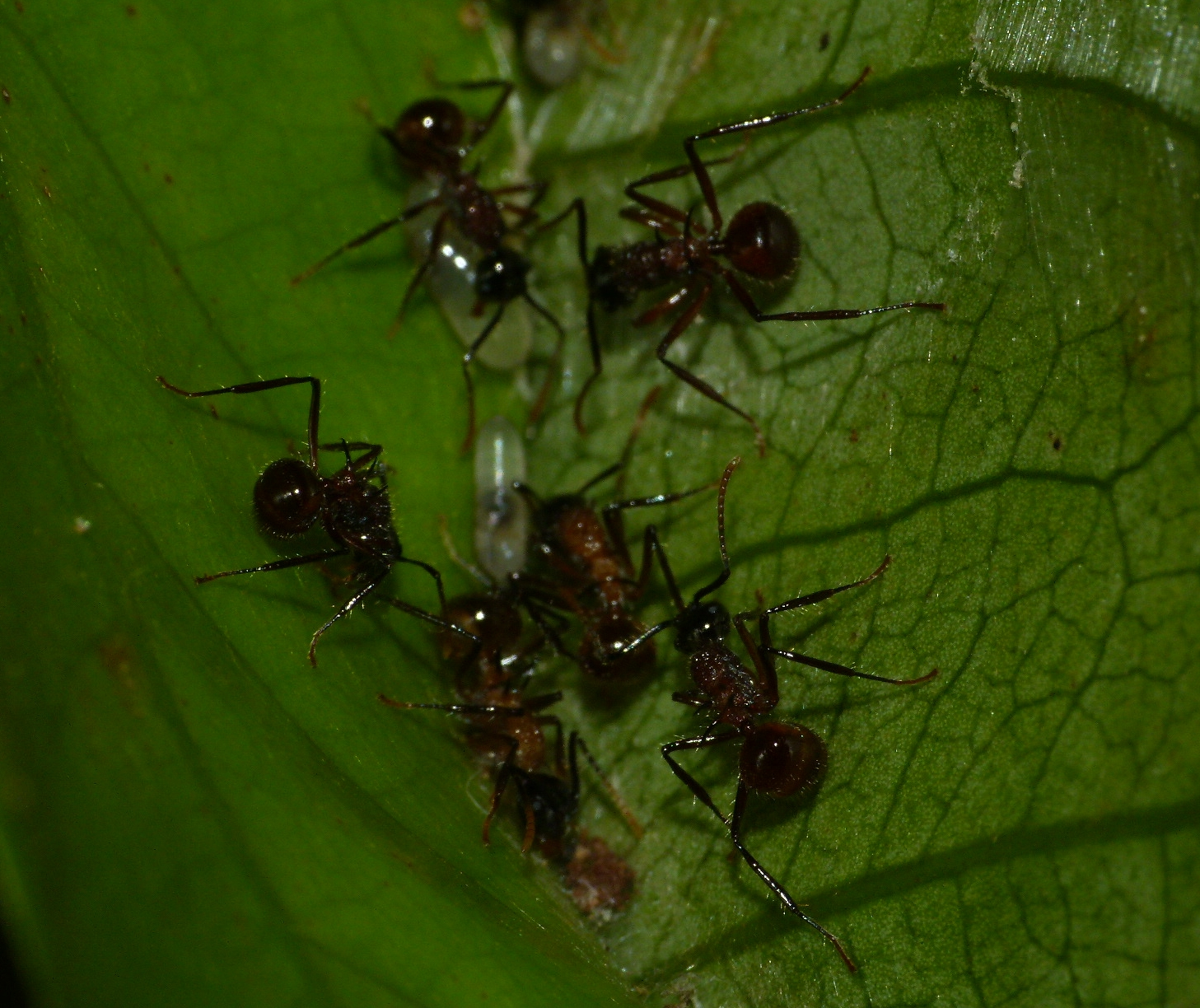